# دافيد جونز (لاعب اتحاد الرغبي)
دافيد جونز (بالإنجليزية: Dafydd Jones)‏ هو لاعب اتحاد الرغبي بريطاني، ولد في 24 يونيو 1979 في آبريستويث في المملكة المتحدة.

## وصلات خارجية
- دافيد جونز عل موقع إسبنسكروم (الإنجليزية)
- دافيد جونز على موقع ItsRugby.co.uk (الإنجليزية)